# Auster Agricola
El Auster B8 Agricola fue un avión agrícola británico sin éxito comercial diseñado para el mercado de fertilización aérea que se abrió en Nueva Zelanda a principios de la década de 1950.

## Diseño
Construido con tela sobre una estructura de acero resistente a la corrosión, el diseño presentaba una gran ala monoplano de gran sustentación y baja implantación, cables de control externos, tren de aterrizaje fijo con rueda de cola y un fuselaje algo angular. Poseía una cabina de popa con capacidad para dos pasajeros, una tolva en el centro del ala con capacidad para 750 kg de superfosfato en la función de abonado, o 654 litros de pulverización como fumigador. El piloto se sentaba delante de la tolva, sobre el borde de ataque del ala, una posición que proporcionaba un buen campo de visión en comparación con la práctica estadounidense de colocar al piloto detrás de la tolva, aunque esta vista estaba algo restringida por la extensa carpintería de la carlinga y la voluminosa cubierta trasera.
El manejo del Agricola fue descrito en general favorablemente, en particular sus prestaciones y control a baja velocidad, mientras que su construcción robusta y simple permitía unos fáciles mantenimiento y reparación. El avión era más utilitario que atractivo; un sitio web preseleccionó al Agricola en un concurso para elegir el avión más feo de todos los tiempos. El modelo voló por primera vez en 1955.
El PAC Fletcher lo superó en su mercado objetivo y los intentos de vender el modelo para trabajos de aplicación aérea en Gran Bretaña, Australia y Europa tuvieron poco éxito. Sólo se fabricaron nueve ejemplares antes de que cesara la producción. De estos, el ZK-BXO es el único superviviente. Restaurado por John Stephenson de Whitianga, fue operado durante muchos años por él como avión histórico y de transporte personal. El ZK-BXO se vendió en el Reino Unido en 2005 y se volvió a registrar como G-CBOA . En marzo de 2016, el avión se vendió nuevamente en Nueva Zelanda.

## Especificaciones (Agricola)
Referencia datos: British Civil Aircraft since 1919 Volume 1

### Características generales
- Tripulación: Uno (piloto)
- Capacidad: 

  - 650 L de insecticida[2] o
  - 760 kg de fertilizante seco[3] o
  - 2 pasajeros[2]
- Longitud: 8,6 m (28,1 ft)
- Envergadura: 12,8 m (42 ft)
- Altura: 2,5 m (8,3 ft)
- Superficie alar: 23,7 m² (254,7 ft²)
- Peso vacío: 871 kg (1919,7 lb)
- Peso máximo al despegue: 1742 kg (3839,4 lb)
- Planta motriz: 1× motor bóxer de 6 cilindros refrigerado por aire Continental O-470-B.
  - Potencia: 180 kW (248 HP; 245 CV)
- Hélices: Bipala
- Alargamiento: 6,93:1[4]

### Rendimiento
- Velocidad máxima operativa (Vno): 204 km/h (127 MPH; 110 kt)
- Velocidad crucero (Vc): 163 km/h (101 MPH; 88 kt)
- Velocidad de entrada en pérdida (Vs): 56 km/h (35 MPH; 30 kt) (flaps abajo, motor apagado)[5]
- Alcance: 350 km (189 nmi; 217 mi)
- Techo de vuelo: 6100 m (20 013 ft) (sin carga); 3200 m (10 500 pies) (peso de 1667 kg)[5]
- Régimen de ascenso: 3,1 m/s (610 ft/min)

## Aeronaves relacionadas

### Secuencias de designación
- Secuencia Alfanumérica (interna de Auster): ← B4 - B5 - AOP9 - B8 Agricola - Antarctic - Atlantic - D4 →